# Temporada da Indy Pro Series de 2005
Essa foi a 20° temporada do campeonato.
| Pos. | Driver            | Points |
| ---- | ----------------- | ------ |
| 1    | Wade Cunningham   | 504    |
| 2    | Jeff Simmons      | 474    |
| 3    | Travis Gregg      | 462    |
| 4    | Nick Bussell      | 430    |
| 5    | Jaime Camara      | 403    |
| 6    | Chris Festa       | 387    |
| 7    | Jon Herb          | 364    |
| 8    | Marty Roth        | 355    |
| 9    | Jay Drake         | 341    |
| 10   | Marco Andretti    | 250    |
| 11   | Arie Luyendyk Jr. | 228    |
| 12   | Alfred Unser      | 106    |
| 13   | Mishael Abbott    | 83     |
| 14   | Bobby Wilson      | 82     |
| 15   | Scott Mayer       | 80     |
| 16   | Tom Wood          | 68     |
| 17   | P. J. Chesson     | 61     |
| 18   | P. J. Abbott      | 43     |
| 19   | Taylor Fletcher   | 41     |
| 20   | Larry Connor      | 40     |
| 21   | Scott Mansell     | 36     |
| 22   | Phil Giebler      | 28     |
| 23   | Sarah McCune      | 23     |
| 24   | Jerry Coons Jr.   | 22     |
| 25   | Germán Quiroga    | 20     |
| 26   | Ed Carpenter      | 19     |
| 27   | Rocco DeSimone    | 17     |
| 28   | Imran Husain      | 16     |
| 29   | Geoff Dodge       | 16     |
| 30   | G. J. Mennen      | 15     |
| 31   | Rocky Moran, Jr.  | 13     |
| 32   | Cole Carter       | 12     |

1. ↑  «Indy Lights Presented By Cooper Tires». www.indylights.com. Consultado em 10 de agosto de 2019